# Avondale Estates
Avondale Estates je město v DeKalb County, v Georgii, ve Spojených státech amerických. V roce 2011 žilo ve městě 2965 obyvatel.

## Demografie
Podle sčítání lidí v roce 2010 žilo ve městě 2960 obyvatel, z toho 80,9% bílé populace, 14,5% černé populace, a 1,9% asijské populace. V roce 2011 žilo ve městě 1354 mužů (45,7%), a 1611 žen (54,3%). Průměrný věk obyvatele je 45 let.